# BISC Wrocław
Trường quốc tế Wrocław của Anh (BISC Wrocław) là một trường tư thục quốc tế ở Wrocław, Ba Lan. Trường mở cửa vào tháng 9 năm 2006 để cung cấp giáo dục tiểu học và trung học cho cộng đồng người nước ngoài đang phát triển. BISC Wroclaw là trường chị em của Trường Quốc tế Cracow (BISC) của Anh.

## Lịch sử
Từ tháng 9 năm 2006, trường được đặt trong cùng khuôn viên với một trường thể thao Ba Lan ở ul. Trwała. Vào tháng 1 năm 2009, nó đã chuyển đến vị trí hiện tại ở al. Akacjowa 10 -12.

## Ban tiểu học
Trường tiểu học được phân chia giữa hai biệt thự, với các lớp bé trong biệt thự nhỏ hơn và các lớp lớn trong biệt thự lớn hơn. Trường có các lớp học cho mỗi nhóm tuổi cùng với một phòng dành riêng cho học tiếng Anh như một ngôn ngữ bổ sung.

## Ban trung học
Trường trung học nằm trong tòa nhà lớn hơn và có phòng hát, phòng ăn, phòng thí nghiệm khoa học và thư viện. Ngoài các lớp học, còn có cơ sở vật chất công nghệ thông tin và phòng giáo viên. Tầng hai có thêm phòng học cho trường trung học.

## Quản trị
Ban Thư ký và Lãnh đạo trường nẳm ở tầng một của biệt thự nhỏ hơn. Ban Quản trị trường đặt ở tầng trệt của biệt thự lớn hơn.

### Chương trình giáo dục

#### Giai đoạn nền tảng
Trẻ em được nhận vào trường từ ba tuổi và tham gia Lớp Dự bị. Trẻ em trong lớp này theo chương trình Giáo dục Nền tảng những năm đầu đời, dựa trên các hướng dẫn của DFES 

#### Các giai đoạn chính 1 - 3
Học sinh từ Lớp 1 đến Lớp 9 học theo Chương trình giảng dạy quốc gia của Anh dựa trên Nguyên tắc DFES. 

#### Giai đoạn quan trọng 4
Trường cung cấp một tổ hợp các môn học GCSE và iGCSE ở Lớp 10 và 11, bao gồm các môn học:
Toán học
Ngôn ngữ Anh và Văn
Sinh học
Hóa học
Vật lý
Lịch sử
Địa lý
Tiếng Đức
Tiếng Ba Lan
Tiếng Pháp
Tiếng Tây Ban Nha
Nghệ thuật
Âm nhạc
Công nghệ thông tin và truyền thông
Giáo dục thể chất*
```
* không kiểm tra
```

#### Cấp độ A
Các môn học được cung cấp tại Chương trình Bổ sung (AS) và Cấp độ nâng cao (A2) bao gồm:
Toán học
Văn học tiếng Anh
Sinh học của con người
Hóa học
Vật lý
Lịch sử
Địa lý
Nghiên cứu kinh doanh
Kinh tế học
Tâm lý học
Tiếng Đức
Tiếng Ba Lan
Tiếng Pháp
Tiếng Tây Ban Nha
Nghệ thuật và Thiết kế

## Ban quản lý

### Hiệu trưởng
| Thời gian phục vụ                    | Tên                                            |
| ------------------------------------ | ---------------------------------------------- |
| Tháng 9 năm 2006 - tháng 12 năm 2006 | Ian Scott                                      |
| Tháng 1 năm 2006 - tháng 8 năm 2009  | Andy Harris và Wendy Murphy (đồng hiệu trưởng) |
| Tháng 9 năm 2009 - Tháng 8 năm 2010  | Andy Harris                                    |
| Tháng 9 năm 2010 - tháng 6 năm 2011  | Derek Smith                                    |
| Tháng 9 năm 2011 - Tháng 6 năm 2016  | Wayne Billington                               |
| Tháng 9 năm 2016 - tháng 6 năm 2017  | Tom McGrath                                    |

### Trưởng ban Trung học
| Thời gian phục vụ                   | Tên              |
| ----------------------------------- | ---------------- |
| Tháng 9 năm 2008 - tháng 8 năm 2009 | Chris Holliday   |
| Tháng 9 năm 2009 - Tháng 8 năm 2010 | Vincent Keat     |
| Tháng 9 năm 2010 - Tháng 8 năm 2011 | Bến Chell        |
| Tháng 9 năm 2011 - Tháng 8 năm 2015 | Wayne Billington |
| Tháng 9 năm 2015 - hiện tại         | Joe Peck         |

### Trưởng ban tiểu học
| Thời gian phục vụ                   | Tên           |
| ----------------------------------- | ------------- |
| Tháng 9 năm 2006 - tháng 8 năm 2008 | Karen Speirs  |
| Tháng 9 năm 2008 - hiện tại         | Anna Witańska |